# Enol

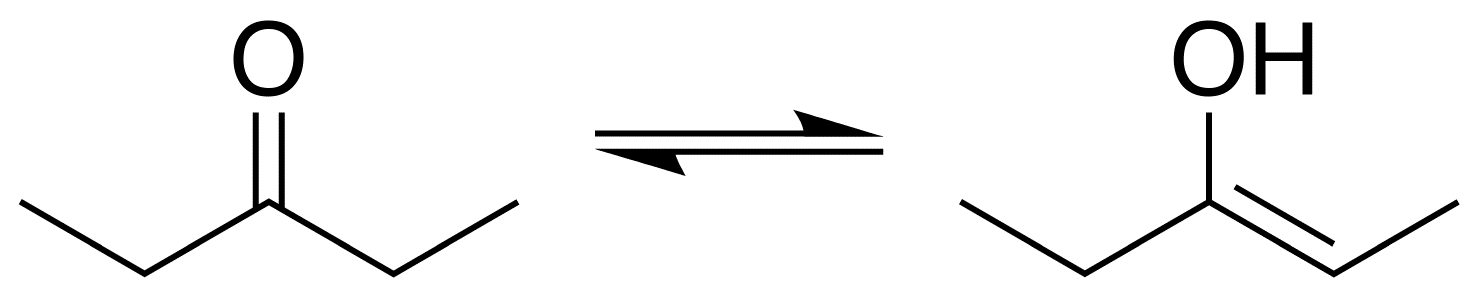
Keton i jämvikt med enol

En enol är en organkemisk funktionell grupp bestående av två dubbelbundna kol med en hydroxigrupp bundet till det ena av dem. Ett enolat är en deprotonerad enol. Enoler står i jämvikt med dess motsvarande keton eller aldehyd i en process som kallas tautomerisering.

## Bildande och jämvikt
Enoler bildas av ketoner och aldehyder som har en α-proton, det vill säga en proton på kolatomen intill karbonylkolet, i en syra- och baskatalyserad tautomerireaktion. Kvantitativt bildande av enolat sker vid användande av överskott av bas med pKa över 20-25.
För vanliga ketoner som aceton och cyklohexanon förekommer enolformen endast i mycket liten mängd i lösning. Detta beror på den ökade stabiliteten molekylen erhåller genom att ha bindningarna C-C, C=O och C-H jämfört med C=C, C-O och O-H. Vissa specialfall förekommer i 1,3-diketoföreningar och fenoler, där intramolekylära vätebindningar respektive aromaticitet gör att enolformen gynnas.

### Styrande av isomerbildning

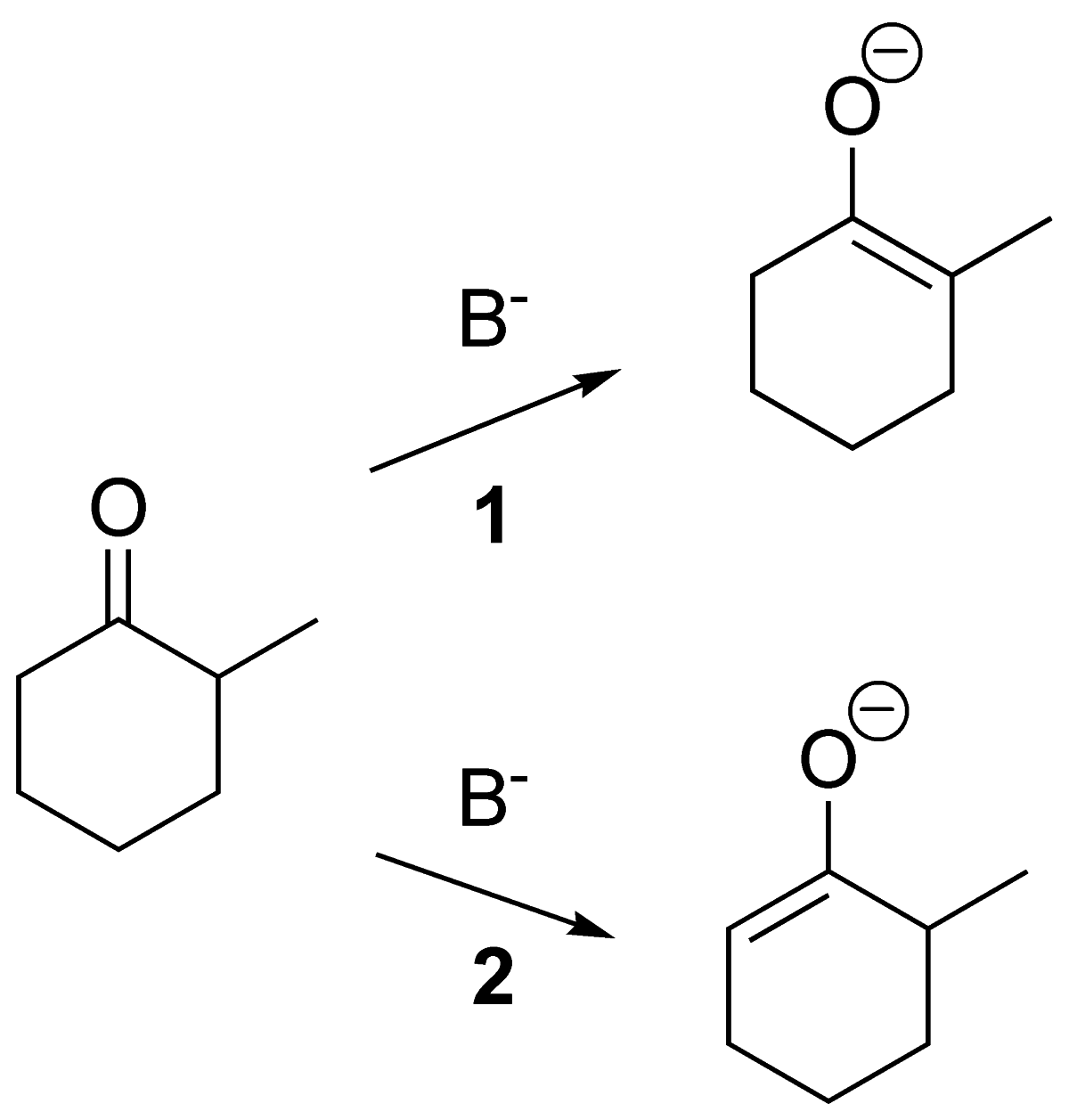
Regioselektivitet vid bildande av enolat. 1 sker via termodynamisk kontroll; 2 sker via kinetisk kontroll.

Asymmetriska ketoner ger upphov till två olika enoler i de fall där detta kan ske. Vid bildande av enolat går det att kinetiskt och termodynamiskt styra vilket av dessa enolat som skall gynnas. Vid kinetisk kontroll, det vill säga icke-reversibla förhållanden, bildas i störst mängd det enolat vars tagna proton var minst steriskt hindrad. Förklaringen till detta är att det är lättast för basen att deprotonera där. I bilden till höger illustreras detta av att α-protonerna på kolet utan en metylgrupp är betydligt mer lättillgängliga än α-protonen på kolet med en metylgrupp. Vid termodynamisk kontroll, där enolformerna kan jämvikta, gynnas det stabilaste enolatet. Här spelar det ingen roll vilket deprotoneringsställe som är lättillgängligast, utan det är stabiliteten hos enolatet som bestämmer produktförhållandet.
Även om reaktionen kontrolleras bildas en produktblandning; styrandet påverkar endast förhållandet mellan dessa produkter.

## Reaktioner
Enoler och enolat är användbara i syntes och karaktäriseras då av sin nukleofila karaktär.

### Alkylering
Attack av det nukleofila kolet på en haloalkan i en SN2-reaktion.
```
   HO-CR=CR
2
 + R'X → O=CR-CR
2
R' + HX
```

### Aldolreaktion
Det nukleofila kolet på en enol eller ett enolat kan attackera ett elektrofilt karbonylkol och bilda en kol-kol-bindning. Exempelvis:
```
   HO-CH=CH
2
 + CHO-CH
3
 → O=CH-CH
2
-CHOH-CH
3
```

### Halogenering
Analogt med de två tidigare reaktionerna:
```
   HO-CR=CR
2
 + X
2
 → O=CR-CR
2
X + HX
```

Om denna reaktion får fortgå med en metylketon i basisk lösning sker vad som kallas en haloformreaktion. Alla väten i metylgruppen byts ut mot halogener. Halogenernas elektronegativitet gör den tidigare metylgruppen till en bra lämnande grupp som lossnar och sedermera protoneras. Kan användas för att framställa till exempel kloroform:
```
  1. RCO-CH
3
 + 3 Cl
2
 + 3 OH
-
 → RCO-CCl
3
 + 3 H
2
O + 3 Cl
-

  2. RCO-CCl
3
 + OH
-
 → RCOO
-
 + CHCl
3
```

### Skyddande
Enoler och enolat är vanligtvis instabila på grund av att de tautomeriserar. Det går dock att göra dem stabila genom att använda en skyddsgrupp som gör att de inte kan återbildas till ketonformen. Det är vanligt att bilda silyletrar och acetater via enolsyret.

### Racemisering
α-kolet på en enol eller ett enolat är sp2-hybridiserat, vilket innebär att bindningarna ligger i samma plan. Om enolen sedan återgår till ketonformen kan protonen som ansluter sig komma från båda håll, så om kolatomen är stereogen kommer åtminstone viss racemisering att ske. Detta är sällan en önskvärd reaktion.